# Stein (Aargau)
Stein is een gemeente en plaats in het Zwitserse kanton Aargau en maakt deel uit van het district Rheinfelden. Stein telt 3.019 inwoners. De gemeente is met Duitsland onder meer verbonden via de Holzbrücke Bad Säckingen, een antieke brug die geldt als de langste overdekte houten brug van Europa.